# Марцаљија (Модена)
Марцаљија је насеље у Италији у округу Модена, региону Емилија-Ромања.
Према процени из 2011. у насељу је живело 336 становника. Насеље се налази на надморској висини од 51 м.